# Vivce, Radomîșl
Vivce (în ucraineană Вівче) este un sat în comuna Oblitkî din raionul Radomîșl, regiunea Jîtomîr, Ucraina.

## Demografie
Componența lingvistică a localității Vivce
     Ucraineană (97,14%)
     Rusă (2,86%)
Conform recensământului din 2001, majoritatea populației localității Vivce era vorbitoare de ucraineană (97,14%), existând în minoritate și vorbitori de rusă (2,86%).